# Дюртюлинське міське поселення
Дюртюли́нське міське поселення (рос. Дюртюлинское городское поселение) — муніципальне утворення у складі Дюртюлинського району Башкортостану, Росія. Адміністративний центр — місто Дюртюлі.

## Населення
Населення — 31275 осіб (2019, 31725 у 2010, 30453 у 2002).

## Склад
До складу поселення входять такі населені пункти:
| Населений пункт   | Населення, осіб (2002) | Населення, осіб (2010) |
| ----------------- | ---------------------- | ---------------------- |
| Аргамак, присілок | 469                    | 451                    |
| Дюртюлі, місто    | 29984                  | 31274                  |